# 馬丁·埃柏茲
馬丁·埃柏茲（Martin Ebbertz，1962年—），出生於德国亞琛，研習語言學、哲學與歷史學。
有幾年的時間居住在德国、希臘，現在定居在萊茵蘭地區 ，並任職於出版社、報社與廣播電台。《矮先生》是他第三部的作品。